# Удланд Хилс
Удланд Хилс (на английски: Woodland Hills) е град в окръг Юта, щата Юта, САЩ. Удланд Хилс е с население от 941 жители (2000) и обща площ от 7,1 km². Намира се на 1625 m надморска височина. ЗИП кодът му е 84653, а телефонният му код е 801.